# Lena Ansmann
Lena Ansmann (* 18. Januar 1985 in Quakenbrück) ist eine deutsche Gesundheitswissenschaftlerin und Hochschullehrerin.

## Leben
Ansmann studierte von 2004 bis 2010 Public Health an den Universitäten Bremen, Malmö und Bielefeld. Von 2010 bis 2015 war sie am Institut für Medizinsoziologie, Versorgungsforschung und Rehabilitationswissenschaft (IMVR) der Universität zu Köln als wissenschaftliche Mitarbeiterin tätig. 2014 promovierte sie an der Medizinischen Fakultät der Universität zu Köln. 2015 wurde sie zur Juniorprofessorin für „Implementations- und Evaluationsmethoden in Heilpädagogik und Versorgungsforschung“ an der Humanwissenschaftlichen Fakultät der Universität zu Köln ernannt. 2017 wurde sie zur Professorin für „Organisationsbezogene Versorgungsforschung“ an die Fakultät für Medizin und Gesundheitswissenschaften an die Universität Oldenburg berufen. Seit 2023 ist sie W3-Professorin für Medizinsoziologie an der Universität zu Köln.
Ihre Forschungsschwerpunkte sind organisationsbezogene Versorgungsforschung, Evaluation und Implementation in Versorgungsorganisationen, Mitarbeitergesundheit in Versorgungsorganisationen, Personal-Patient Interaktion und Versorgungsforschung in der Onkologie.